# Svadbena fotografija
Svadbena fotografija je fotografija aktivnosti vezanih za venčanje. Obuhvata fotografije: para pre i posle venčanja, ceremonije venčanja i svadbe, gostiju i događaja koji su obeležili dan. Za mnoge fotografske studije i nezavisne fotografe je posao u koji se ulaže ogroman trud.

## Istorija
U ranim danima fotografije parovi skromnog imovinskog stanja nisu unajmljivali fotografa za fotografisanje venčanja, već su pozirali u svojim najboljim odelima pre ili posle venčanja. Tek pred kraj 19. veka parovi su počeli da poziraju u venčanicama i odelima ili ugovaraju dolazak fotografa na venčanje.
Zbog glomazne opreme i rasvete svadbena fotografija je uglavnom bila studijska. Vremenom je tehnologija napredovala, ali još uvek je većina parova pozirala samo za jednu fotografiju sa venčanja. Svadbeni foto-albumi su počeli da se pojavljuju posle 1880. godine i fotografi bi u njih ponekad ubacili i fotografiju sa svadbe.
Sa filmom iz rolne i usavršenom tehnikom rasvete omogućenu pronalaskom blica fotografi su nakon Drugog svetskog rata mogli da „upadnu” na venčanje i pokušaju da kasnije prodaju fotografije. U početku su takve fotografije bile lošeg kvaliteta, ali konkurencija je polako naterala i studijske fotografe da izađu na teren.
Studijski fotografi su donosili profesionalnu studijsku opremu i na taj način ograničavali mogućnost da zabeleže ceo događaj. U to vreme su čak i „spontani” snimci režirani nakon ceremonije. Sedamdesetih godina razvijen je savremeni pristup fotografisanju venčanja koji poznajemo danas, uključujući tu i „reportažni” stil.

## Tehnologija
Razvoj digitalnih SLR foto-aparata omogućio je trenutni pregled fotografije i olakšao kreativni pristup i uočavanje grešaka u osvetljenju. Retki fotografi danas koriste film zbog estetike filma ili ubeđenja da filmski negativ može zabeležiti više informacija nego digitalna tehnologija. Razvoj daljinskih okidača i bliceva omogućio je pokretnu rasvetu i njenu kreativnu upotrebu.

## Pristup
Postoje dva osnovna pristupa svadbenoj fotografiji: tradicionalni i foto-reportažni. Tradicionalna svadbena fotografija sadrži više fotografija para u klasičnim pozama i mnogo interakcije sa fotografom tokom dana venčanja. Foto-reportažni stil je usmeren više na beleženje događaja uz veoma malo interakcije sa fotografom. Većina današnjih fotografa u radu meša ova dva ekstremna stila.
Sve popularniji treći stil ima pristup zasnovan na modnoj fotografiji. Kombinacija reportažnih fotografija događaja na dan večanja sa fotografijama na kojima se pozira inspirisana je modnim editorijalima kakvi se nalaze u časopisu Vog. Ovaj stil često uključuje domišljatu i dramatičnu post-produkciju fotografija.
Naziv savremena svadbena fotografija opisuje svadbenu fotografiju koja beleže priču i raspoloženje tokom dana venčanja, tako da posmatrač stiče utisak kako je bilo na venčanju, pre nego što gleda seriju nameštenih poza. Zbog razvoja digitalnih foto-aparata (i Interneta) sve više ljudi može ponuditi usluge fotografisanja venčanja. Savremena svadbena fotografija je, međutim, više od informativne fotografije i zahteva elemente kao što su kompozicija, pravilno osvetljenje i tempiranje kako bi nastale fotografije imale jak vizuelni utisak.

## Galerija
- Princeza Marina u svadbenoj haljini, 1934.
- Frederik Kristian Palmer: Svadbena fotografija, Svindon, 20-te godine
- Toni Frisel, John F. Kenedi i žaklina Buvije u svadbenom danu
- Nevesta, foto: Nils Fretvurst, 2005.
- Detalj za zaručni prsten
- Starija dama fotografiše svadbeni autimobil